# Moçambola 2012
In 2012 werd het 36ste seizoen gespeeld van de Moçambola, de hoogste voetbalklasse van Mozambique. Maxaquene werd kampioen.

## Eindstand
| Plaats | Club                     | Wed. | W  | G  | V  | Saldo | Ptn. |
| ------ | ------------------------ | ---- | -- | -- | -- | ----- | ---- |
| 1.     | CD Maxaquene             | 26   | 13 | 11 | 2  | 26:11 | 50   |
| 2.     | Ferroviário da Beira     | 26   | 12 | 11 | 3  | 31:17 | 47   |
| 3.     | Costa do Sol             | 26   | 10 | 12 | 4  | 34:23 | 42   |
| 4.     | Ferroviário de Maputo    | 26   | 12 | 6  | 8  | 25:20 | 42   |
| 5.     | Vilankulo FC             | 26   | 10 | 10 | 6  | 18:10 | 40   |
| 6.     | Liga Muçulmana de Maputo | 26   | 10 | 8  | 8  | 30:19 | 38   |
| 7.     | Chibuto FC (P)           | 26   | 10 | 7  | 9  | 22:21 | 37   |
| 8.     | Desport. HCB Songo       | 26   | 9  | 7  | 10 | 19:17 | 34   |
| 9.     | Ferroviário de Nampula   | 26   | 9  | 6  | 11 | 18:22 | 33   |
| 10.    | Têxtil do Punguè (P)     | 26   | 9  | 5  | 12 | 19:30 | 32   |
| 11.    | Chingale Tete            | 26   | 6  | 13 | 7  | 16:22 | 31   |
| 12.    | Desportivo de Maputo     | 26   | 6  | 7  | 13 | 18:29 | 25   |
| 13.    | Incomáti Xinavane        | 26   | 6  | 7  | 13 | 17:23 | 25   |
| 14.    | Ferroviário de Pemba (P) | 26   | 2  | 6  | 18 | 10:39 | 12   |
|        |                          |      |    |    |    |       |      |

|     | Kampioen     |
|     | Degradatie   |
| (B) | Bekerwinnaar |
| (P) | Promovendus  |

## Internationale wedstrijden
CAF Champions League 2013
| Team #1   | Uitslag | Team #2               | 1e wed | 2e wed |
| --------- | ------- | --------------------- | ------ | ------ |
| Maxaquene | 0-2     | Mochudi Centre Chiefs | 0-1    | 0-1    |

CAF Confederation Cup 2013
| Team #1         | Uitslag | Team #2        | 1e wed | 2e wed |
| --------------- | ------- | -------------- | ------ | ------ |
| Gaborone United | 2–3     | Liga Muçulmana | 2-2    | 0-1    |
| Lobi Stars      | 4–8     | Liga Muçulmana | 3-1    | 1-7    |
| TP Mazembe      | 6-1     | Liga Muçulmana | 4-0    | 2-1    |